# 张家楼站
张家楼站是青岛地铁西海岸快线的地铁车站，位于中华人民共和国山东省青岛市黄岛区珠阳路与双龙路交叉口南侧，于2018年12月26日开通。

## 车站构造

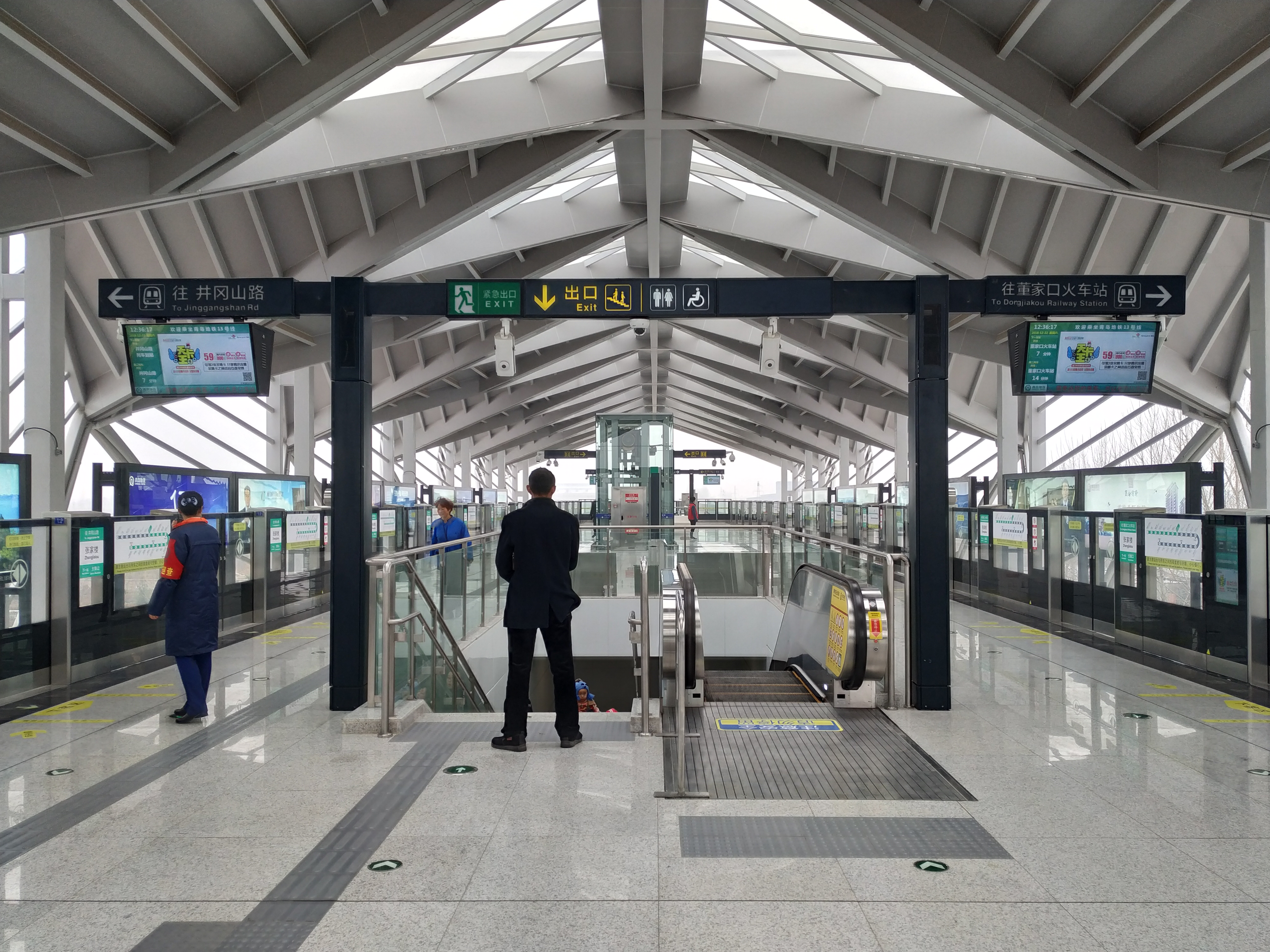
站台

张家楼站位于珠阳路与双龙路交叉口南侧，沿珠阳路路南设置，呈东西走向，为地上两层岛式站台车站，车站长126米，宽19.8米，车站地面为站厅层，地上二层为站台层，站台设置半高站台门。车站东侧设有一条单渡线。
| 地上二层          | 站台         | \| \| \| 西海岸快线往董家口火车站（古镇口） \| \| 島式 · 開左邊车门 \| \| \| \| \| \| 西海岸快线往嘉陵江西路（大珠山） \| |
| 地面              | 出入口及站厅 | A、B出入口、客服中心、自动售票机、验票机                                                                                  |
|                   |              | 西海岸快线往董家口火车站（古镇口）                                                                                        |
| 島式 · 開左邊车门 |              | |
|                   |              | 西海岸快线往嘉陵江西路（大珠山）                                                                                          |

## 出入口
张家楼站共设2个出入口，各出口及周围设施如下所示：
| 编号                | 指示       | 建议前往的目的地 | 图片 |
| ------------------- | ---------- | ---------------- | ---- |
| A · 出口            | 双龙路(南) |                  |      |
| B · 出口 · （设有） | 双龙路(南) |                  |      |
| 图例： 设有         |            |                  |      |

## 接驳交通

### 公交车
- 张家楼地铁站：L7路，黄岛721路，黄岛727路，黄岛755路

## 车站历史
本站工程名为古镇口站，正式站名为张家楼站，以车站所处的张家楼街道命名。位于本站西南侧同为西海岸快线的工程名为古镇口南站的相邻车站正式站名为古镇口站。
- 2018年12月26日，车站随西海岸快线（时称13号线）一期和二期南段通车开通[1]。